# Labrichthys
Labrichthys és un gènere de peixos de la família dels làbrids i de l'ordre dels perciformes.

## Taxonomia
- Labrichthys unilineatus (Guichenot, 1847)[2][3]